# Ла Шо-де-Фон (футбольний клуб)
Футбольний клуб «Ла Шо-де-Фон» (фр. Football Club La Chaux-de-Fonds) — швейцарський футбольний клуб з однойменного міста, заснований у 1894 році. Виступає в Першій лізі. Домашні матчі приймає на стадіоні «Де ла Шар'є», місткістю 12 700 глядачів.

## Досягнення
- Чемпіонат Швейцарії
  - Чемпіон (3): 1953—54, 1954—55, 1963—64
  - Другий призер (3): 1904–05, 1916–17, 1955–56
- Кубок Швейцарії
  - Володар (6): 1948, 1951, 1954, 1955, 1957, 1961
  - Фіналіст (1): 1964.